# Грб Модриче
Грб Модриче је званични грб српске општине Модрича.
Симбол општине је грб који подсјећа на амблеме из комунистичког периода.

## Опис грба
Грб Модриче је у плавом раздијељен диск, горе обрубљен дијелом црвеног зупчаника, сребрна рушевина тврђаве испред зелених планина и златног неба, доље у плавом отворена сребрна књига изнад три валовите сребрне линије, у златном заглављу плаво име општине: „Модрича“. Штит је надвишен стилизираном шајкачом са жутим једнакокраким крстом.